# Efisio Cugia
Efisio Cugia di Sant'Orsola (Cagliari, 27 avril 1818 – Rome, 12 février 1872) était un homme politique et un général italien.

## Biographie

### Carrière militaire
Né à Cagliari en 1818 dans une famille de la noblesse sarde, la famille Cugia, il commence sa carrière militaire. Après avoir terminé ses études à l'Académie, il est nommé sous-lieutenant (Sottotenente) dans l'artillerie. En 1848, il participe à la première guerre d'indépendance et le 30 mai, lors de la bataille de Goito, il est blessé, ce qui lui vaut une médaille d'argent pour sa valeur militaire.
Promu major (maggiore ) d'artillerie en 1855, Cugia est transféré à l'état-major général et, en tant que chef d'état-major, avec le grade de lieutenant-colonel (luogotenente colonnello), il participe en 1859 à toute la campagne aux côtés du général Enrico Cialdini, dans la IVe division, ce qui lui vaut la croix de chevalier dans l'ordre militaire de Savoie. Après l'armistice de Villafranca, il est chargé par Victor-Emmanuel II d'organiser le Collège militaire de Milan (Scuola militare "Teulié").
Général (Generale) en 1860, il fut choisi comme chef d'état-major du corps d'armée ; nommé le 12 décembre de la même année directeur des affaires de la guerre en Italie du Sud, il laissa son poste, par décret de Vittorio Emanuele II, à Genova Giovanni Thaon di Revel, obtenant du roi la charge de commissaire extraordinaire en Sicile, charge qu'il occupa jusqu'au 21 août 1862.
Lieutenant général (Luogotenente generale), en 1866 à Custoza, il commandait la VIIIe division. Par la suite, et jusqu'à sa mort en 1872, Cugia a été le premier aide de camp du prince héritier, puis du roi, Umberto I.

### Carrière politique
Au cours de la Ve législature, il est élu représentant de la circonscription de Lanusei à la Chambre subalpine, qui renouvelle son mandat aux VIe et VIIIe législature . Dans la VIIe législature, il représentait Senorbì, tandis que dans les IXe, Xeet XIe législature, il a choisi Macomer, bien qu'il ait été réélu plusieurs fois dans Lanusei.
Il fut préfet de Palerme, responsable des armes d'infanterie et de cavalerie pendant le ministère dirigé par Manfredo Fanti. Il est ministre de la Marine dans le gouvernement Minghetti I, succédant à Orazio Di Negro le 20 avril 1863, et ministre de la Guerre dans le gouvernement Ricasoli II, succédant à Ignazio De Genova di Pettinengo le 22 août 1866. Sous son administration, l'École de guerre est créée à Turin.
Il meurt à Rome le 12 février 1872 et est enterré dans la chapelle familiale du cimetière monumental de Bonaria à Cagliari.

## Décorations
- Chevalier grand-croix de l'ordre des Saints-Maurice-et-Lazare - 9 mai 1867
- Officier de l'ordre militaire de Savoie - 30 décembre 1866[4]
- Commandeur de l'ordre militaire de Savoie - 3 octobre 1860[4]
- Grand officier de l'ordre militaire de Savoie - 19 juin 1859[4]
- Médaille d'argent de la valeur militaire - Pour s'être distingué dans la bataille de Goito - 30 mai 1848
- Médaille d'argent de la valeur militaire - Pour s'être distingué dans la bataille de Novare - 23 mars 1849

## Source
- (it) Cet article est partiellement ou en totalité issu de l’article de Wikipédia en italien intitulé « Efisio Cugia » (voir la liste des auteurs).